# Religion i Sydsudan

Religion i Sydsudan utgår från religionsfrihet. Det finns ingen statsreligion i landet. 
Kristna, främst romersk-katolska, anglikanska och presbyterianska, står för cirka tre femtedelar av Sydsudans befolkning. Kristendomen är ett resultat av europeiska missionärsinsatser som inleddes under andra hälften av 1800-talet. Resten av befolkningen är en blandning av muslimer och de som följer traditionella animistiska religioner, de senare är fler än de förra. Trots att animisterna delar några gemensamma delar av religiös tro, har varje etnisk grupp sin egen inhemska religion. Nästan alla Sydsudans traditionella afrikanska religioner delar uppfattningen om en hög ande eller gudomlighet, vanligtvis en skapande gud. Det finns två uppfattningar om universum: det jordiska och det himmelska, eller det synliga och det osynliga. Den himmelska världen ses som befolkad av andliga varelser vars funktion är att tjäna som mellanhänder eller budbärare åt gud. Hos de nilotiska folken identifieras dessa andar med sina förfäder.
Religion har använts för att överbrygga de etniska skillnaderna i landet, vilka är en av de främsta orsakerna till interna stridigheter. De religiösa ledarna gick i spetsen för att förhandla om fredsavtal i landet. Religiösa grupper som katolikerna har engagerat sig i missionärsarbetet som inkluderade skoluppbyggnad och tillhandahållande av medicinska tjänster, särskilt till flyktingar och samhällen i de krigsdrabbade områden i Sydsudan och huvudstaden Juba. 

## Kristendom
Kristendomen är den dominerande religionen i landet. Cirka tre femtedelar av befolkningen är kristna. Det var den koptisk-ortodoxa kyrkan som var den första kyrkan som etablerades i Sydsudan år 350, med tre tusen medlemmar enligt en ungefärlig beräkning. Ungefär halva befolkningen tillhör den katolska kyrkan, som startade sin verksamhet år 1913. Dryg en sjundedel av befolkningen  tillhör den sudanesiska episkopala kyrkan. Den första evangeliska kyrkan etablerades år 1899. I Sydsudan finns också små grupper av baptister, mormoner, presbyterianer, Jehovas vittnen, anglikaner och pingstvänner. Det förekommer också oberoende afrikanska kyrkor, varav de flesta har evangelisk karaktär. Ca en tredjedel av befolkningen tror på traditionella inhemska afrikanska religioner. Medan drygt sex procent av befolkningen betraktar sig som muslimer. 

### Romersk-katolsk kristendom
I Sydsudan är cirka 6,3 miljoner, ungefär 37,8% av befolkningen, romersk-katolska kristna. Sydsudan har en kyrklig provins med en ärkebiskop och sex stift. Romersk-katolska kristna missionärer kom till Sudan 1842 som en del av det missionärsarbete som utfördes i Östafrika vid tidpunkten. Missionsarbetet byggde bland annat skolor och sjukhus och förbättrade lokalbefolkningens livssituation. Missionsarbetet var framgångsrikt och de flesta i lokalbefolkningen - som dessförinnan praktiserat traditionell religion - övergav sin gamla religion och blev romersk-katolska kristna. När Sydsudan bröt sig loss från Sudan valde majoriteten av katolikerna, som mestadels koncentrerades i Juba och områdena omkring, att tillhöra Sydsudan.

### Episkopala kyrkor och andra former av kristendom
Anglikanerna gick in i Sudan 1899 genom kyrkans missionärsförening och omvände tiotusentals genom sitt missionärsarbete. Den anglikanska kyrkan är representerad av den biskopliga kyrkan i Sudan som är den näst största kyrkan i både Sudan och Sydsudan efter den katolska kyrkan. Den Förenta Presbyterianskyrkan började sitt arbete i Sudan 1900. Presbyterianskyrkan framkom från södra delen av Sudan (nuvarande Sydsudan) som ett resultat av missionsarbetet som i stor utsträckning accepterades i söder men inte i norr. Under 1920-talet uppstod flera andra missionärsgrupper i Sudan, de flesta av deras verksamheter var begränsade till söder inklusive evangelikaler, den sudanesiska baptistkyrkan och den afrikanska inlandskyrkan. Dessa kristna grupper står för 36,5% av Sydsudans befolkning.

## Traditionell afrikansk tro och animism
Före missionärernas ankomst till Sudan praktiserade de flesta av befolkningen traditionell tro och animism som innebar tro på skapare, andar, dödas kraft, användning av magi och traditionell medicin. Det fanns heliga platser för dyrkan som floder och skog.
Idag utövar endast 19% av befolkningen traditionella religioner med majoriteten i Sydsudans byar. Men deras myter och övertygelser försvinner snabbt med den moderna generationen som föredrar andra former av religion som kristendom eller islam.

## Andra former av religion i Sydsudan
Bland minoritetsreligioner i Sydsudan finns islam med 6,2% av befolkningen. 0,4% av sydsudaneserna är antingen ateist eller irreligiösa och tror inte på någon av de ovannämnda religionerna trots att en del av deras familjer tillhör minst en av trosriktningarna.

## Religionsfriheten
Religionsfriheten är garanterad enligt den sydsudanesiska konstitutionen. Enligt konstitutionen ska alla behandlas lika och alla  har rätten att undervisa om och i religion, fira sina religiösa högtidsdagar samt utbilda sitt eget prästerskap. Däremot är användningen av religion eller religiös tro i splittrande syfte förbjudet.

## Religiösa övertygelser i Sydsudan
Källa: 
| Rang | Trossystem                                       | %     |
| ---- | ------------------------------------------------ | ----- |
| 1    | Romersk-katolsk kristendom                       | 37,2% |
| 2    | episkopala kyrkor och andra former av kristendom | 36,5% |
| 3    | Traditionell afrikansk tro och animism           | 19,7% |
| 4    | Islam                                            | 6,2%  |
|      | Andra former av religion i Sydsudan              | 0,4%  |